# Bronvermelding
Bronvermelding of citatie is het aangeven van de oorsprong van informatie en van verwerkte teksten, afbeeldingen en beeldfragmenten, die zijn gebruikt voor het creëren van een gepubliceerd werk.
Bronvermelding is met name van belang voor:
- wetenschappelijke en semi-wetenschappelijke of populair wetenschappelijke publicaties;
- journalistieke publicaties, zoals kranten, nieuwsberichten en documentaires.

Er zijn twee soorten bronnen:
1. Bronnen van informatie die verwerkt is in een gepubliceerd werk; het Wikipedia-artikel over John Kerry vermeldt bijvoorbeeld dat deze nog familie is van George W. Bush en noemt daarbij een internetpagina als bron.
2. Bronnen van originele teksten en beelden, waarvan kopieën verwerkt zijn in een gepubliceerd werk, eventueel in bewerkte of vertaalde vorm; bijvoorbeeld de bron van een foto van John Kerry.

Beide soorten bron kunnen natuurlijk gecombineerd zijn: als iemand een tekst citeert om iets aan te tonen, is dat zowel een bron van informatie als een bron voor een gekopieerde originele tekst.
Bronvermeldingen voor de eerste soort bron zijn met name van belang:
- om de lezers of kijkers in staat te stellen de betrouwbaarheid van de informatie te beoordelen;
- om anderen de gelegenheid te geven de informatie uit te diepen door nader onderzoek of deze te corrigeren.

Bronvermeldingen van de tweede soort bron dienen ervoor om de maker van het origineel de 'eer' en waardering te geven waar hij of zij recht op heeft. Bij het gebruikmaken van een citaat is bronvermelding zelfs auteursrechtelijk verplicht.
Een bron die, eventueel tegen betaling, voor iedereen toegankelijk is, is een openbare bron. Voorbeelden van openbare bronnen zijn:
- een boek, dissertatie of artikel;
- informatie van een website op internet;
- een openbare collectie foto's, tekeningen, geluidsopnamen of filmbeelden;
- informatie afkomstig van een persbureau;
- informatie uit een persbericht;

Niet-openbare bronnen zijn:
- iets wat iemand in een gesprek of interview verteld heeft;
- een mondelinge mededeling van een woordvoerder van een persoon of organisatie;
- de leverancier van een gebruikte foto, tekening, geluidsopname of filmfragment;
- een particuliere collectie foto's, tekeningen, geluidsopnamen of filmbeelden;

Er zijn twee hoofdverwijssystemen in gebruik: het notensysteem (voet- of eindnoten) en het auteur-datumsysteem (bijv. Harvard-stijl, APA-stijl enz.).